# Список учебных заведений Одессы
Образование в Одессе — совокупность высших, средних специальных, средних, дошкольных и внешкольных учреждений, располагающихся в городе Одессе.

## Дошкольное образование
- Частный детский сад «Happy Time» - Французский бульвар, 85/5
- Детский сад-ясли № 1 — ул. Транспортная (Приморский), 8а
- Детский сад-ясли № 3 — ул. Мясоедовская, 19
- Частный детский сад «Happy Time» - ул. Костанди, 201б
- Детский сад-ясли № 4 — Французский бульвар, 17а
- Детский сад-ясли № 6 — ул. Новикова, 12
- Детский сад-ясли № 7 — ул. Атамана Головатого, 72
- Частный детский сад «Happy Time» - ул. Варненская, 4б
- Детский сад-ясли № 9 — ул. Самолетная, 41б
- Детский сад-ясли № 15 — ул. Академика Вильямса, 48
- Детский сад-ясли № 19 — ул. Мечникова, 2а
- Детский сад-ясли № 21 — ул. Лузановская, 58/1
- Детский сад-ясли № 28 — ул. Черноморского Казачества, 14/1
- Детский сад-ясли № 29 — ул. Сабанеев Мост, 2
- Частный детский сад «Happy Time» - переулок Манежный, 8
- Детский сад-ясли № 37 «Незабудка» — ул. Воронцовский пер, 6/1
- Детский сад-ясли № 42 — ул. Марсельская, 16а
- Детский сад-ясли № 47 — ул. Польская (Приморский район), 6
- Детский сад № 49 — ул. Валентины Терешковой, 50
- Детский сад № 50, компенсирующего типа — ул. Гоголя, 15
- Детский сад-ясли № 125 — ул. Николая Аркаса, 35
- Детский сад , школа раннего развития ребёнка "Золотая Рыбка" - ул. Космонавтов, 36[1][2]

## Общее среднее образование

### Гимназии
- Гимназия № 1 им. А. П. Быстриной — ул. Александровский проспект, 11 (бывш. школа № 119)[3]
- Одесский учебно-воспитательный комплекс «Гимназия № 2 — специализированная общеобразовательная школа І ступени с углубленным изучением английского языка» — ул. Канатная, 4а (начальная школа), ул. Гаванная, 5 (бывш. школа № 9)[4]
- Гимназия № 4 с углублённым изучением иностранных языков — ул. Болгарская, 88 (ранее школа № 99)
- Гимназия № 5 с углублённым изучением английского языка — ул. Маршала Малиновского, 29а (ранее школа № 64)
- Гимназия № 6 учебно-воспитательного комплекса «Гармония» имени Степана Бандеры  — ул. Александра Невского, 43/2а (совместно и школа № 83)
- Гимназия № 7 учебно-воспитательный комплекс I ступени с углубленным изучением английского языка — ул. Ростовская, 4а (ранее школа № 42)
- Гимназия № 8 с углублённым изучением иностранных языков — ул. Ицхака Рабина, 8 (ранее школа № 54)
- Гимназия № 13 — ул. Крымская, 62а
- Одесская Мариинская гимназия — ул. Л. Толстого, 9 (ранее школа № 3)

### Лицеи
- Лицей технологий и дизайна им. К. Д. Ушинского г. Одесса, ул. А. Невского, 39, (5 ст. Люсдорфской дороги) (бывш. ПТУ №5 швейка)
- Лицей с физико-математическим уклоном № 53 — ул. Генерала Петрова, 34 (бывш. школа № 53)
- Морской лицей-школа № 24 I—III ступеней — ул. Академика Заболотного, 38а
- Одесский военный лицей с усиленной военно-физической подготовкой — ул. Профсоюзная,9[5]
- Одесский профессиональный лицей морского транспорта (бывш. лицей № 11)
- Одесский профессиональный лицей строительства и архитектуры — ул. Базарная, 63
- Одесский экономический лицей — ул. Люстдорфская дорога, 33
- Одесский юридический лицей — ул. Екатерининская, 64[6]
- Одесский лицей № 9 — ул. Академика Глушко проспект, 1г (бывш. школа № 29 и гимназия № 9)
- Одесский лицей № 121 — ул. Л. Толстого, 1 (бывш. Специализированная школа № 121
- Лицей «Приморский» — ул. Гагарина, 14 (бывш. школа № 74)[7]
- Ришельевский лицей (открыт на базе школы № 36)
- Черноморский лицей, частный I—III ступеней — ул. Варненская, 3а
- Школа-лицей «Просвита» — ул. Варненская, 13а
- Школа-лицей экономики и права, учебно-воспитательный комплекс ІІ—ІІІ ступеней, ЧП — ул. ул. Валентины Терешковой, 45а
- Военно-морской лицей — ул. Фонтанская дорога, 14

### Общеобразовательные школы
- Международная академическая школа "Одесса"
- Школа № 1 — пл. Михайловская, 10 (ранее с тем же № на ул. Балковской, 219)
- Школа № 4 — пр. Адмиральский, 32 (ранее с тем же № на ул. Жуковского, 15)
- Школа № 5 — ул. Балковская, 42
- Школа № 8 — ул. Бреуса, 59
- Школа № 9 — ул. Канатная, 4 (бывш. школа № 70) Сейчас — начальная школа Гимназии № 2
- Школа № 10 им. Т. Г. Добровольского и Г. С. Шонина (специализированная) — пл. 10 Апреля, 22[8]
- Школа № 11 — ул. Ак. Воробьёва, 6
- Школа № 12 — ул. Марсельская, 6 (существовавшая ранее школа с тем же № на ул. Черноморского казачества, 7; в 1970 году объединена с СШ 113)
- Школа № 14 — ул. Крымская, 56а (ранее с тем же № на Колонтаевской, 52)
- Школа № 15 — ул. Крымская, 80а
- Школа № 16 — ул. Пироговская, 25
- Школа № 17 — ул. Махачкалинская, 7 (ранее с тем же № на пл. Ярмарочной, 175)
- Школа № 18 — ул. Прохоровская, 59 и ул. Прохоровская, 46
- Школа № 19 — ул. Кустанайская, 3
- Школа № 20 — ул. В. Терешковой, 48 (ранее с тем же № на ул. Мастерской, 29)
- Частная школа начальных классов "Star Time Private School" - Пироговский переулок, 8
- Специализированная школа № 21 I—III ступеней спортивного направления — пер. Староконный, 9 (бывш. ул. П. Ларишкина)[9]
- Школа № 22 — ул. Махачкалинская, 4
- Школа № 23 — Николаевская дор., 283
- Школа № 24 — ул. Ак. Заболотного, 38а (ранее с тем же № на ул. Средней, 6)
- Школа № 25 — ул. Ак. Филатова, 25б
- Школа № 26 — ул. Старопортофранковская, 32 (ранее с тем же № на Спиридоновской, 10)[10]
- Школа № 27 — ул. Люстдорфская дор., 33
- Школа № 28 — ул. Ак. Филатова, 13в (ранее с тем же № на Мастерской, 14)
- Школа № 30 — ул. Черноморского казачества, 175 (ранее с тем же № на Ярмарочной пл., 183)
- Школа № 31 — ул. Гастелло, 9
- Школа № 32 — ул. Космонавтов, 60 (ранее с тем же № на Балковской, 219)
- Школа № 33 — ул. Комарова, 8
- Специализированная школа № 35 — пр. Гагарина, 3 (1962)
- Школа № 37 — ул. Софиевская, 26
- Школа № 38 — Фонтанская дор., 37
- Школа № 39 — ул. Успенская, 20
- Специализированная школа № 40 — ул. Затонского, 15а (до Великой Отечественной войны находилась по адресу : ул. Отрадная, 19)
- Школа № 41 — пл. Мичурина, 9
- Школа № 43 — ул. Гоголя, 17
- Школа № 44 — ул. Героев Сталинграда, 36 (1962)
- Школа № 45 — ул. Самолётная, 5 (ранее с тем же № на ул. Пастера, 17)
- Школа № 46 — ул. Космонавтов, 70 (ранее с тем же № на ул. Троицкой, 37)
- Школа № 47 — ул. Л.Толстого, 8
- Школа № 48 — ул. 11-я линия, 2
- Учебно-воспитательный комплекс № 49 — ул. Затонского, 12 (с 1978 года; ранее СШ с тем же № на ул. Бунина, 23)
- Специализированная школа № 50 с углублённым изучением иностранных языков — ул. Конная, 46[11]
- Школа № 51 — Люстдорфская дор., 60 (ранее с тем же № на Пироговской, 25)
- Школа № 52 — ул. Троицкая, 49/51
- Специализированная школа № 53 ул. Терешковой, 35-б
- Специализированная школа № 54 ул. Генерала Петрова, 58а
- Школа № 55 — ул. Ильфа и Петрова, 25 (ранее с тем же № на Дальницкой, 58)
- Школа № 56 — ул. Тенистая, 1
- Школа № 57 — ул. Ямчитского, 7
- Учебно-воспитательный комплекс № 58 — пл. Старосенная, 5
- Школа № 58 — ул. Тираспольская, 14 (до середины 1950-х годов - на ул. Л. Толстого, 1, в помещении школы № 121)
- Школа № 59 — Специализированная школа № 59 ул. Канатная, 89 (ранее с тем же № на Французском бульваре, 11)
- Школа № 60 — ул. Комитетская, 5
- Школа № 61 — ул. Ак. Воробьёва, 20
- Школа № 62 — пр. Шевченко, 10
- Школа № 63 — ул. Ак. Королёва, 12
- Школа № 64 — Специализированная школа № 64 ул. Малиновского, 23 (ранее с тем же № на Орджоникидзе, 24)
- Школа № 65 — ул. Ак. Королёва, 90 (ранее с тем же № на Госпитальной, 32)
- Школа № 66 — ул. Атамана Головатого, 94
- Школа № 67 — ул. Генерала Бочарова, 14а
- Школа № 68 — ул. Успенская, 58 (ранее с тем же № на ул. Екатерининской, 64)[12]
- Специализированная школа № 69 — ул. И. Рабина, 45 (ранее с тем же № на Средней, 6)
- Школа № 71 — ул. Паустовского, 17а (ранее с тем же № на ул. Жуковского, 3)
- Школа № 72 — ул. Ильфа и Петрова, 15а (ранее с тем же № в пер. Нахимова, 8)
- Школа № 73 — ул. Высоцкого, 16
- Специальная школа № 75 — для детей с недостаточным умственным и физическим развитием — ул. Садовая (Приморский р-н), 4
- Школа № 76 — ул. Ак. Воробьёва, 24 (ранее с тем же № на Полевой, 2)
- Школа № 77 — ул. Транспортная, 12 (ранее с тем же № на Среднефонтанской дор., 30)
- Школа № 78 — Люстдорфская дор., 152
- Учебно-воспитательный комплекс № 78 — ул. Болгарская, 59
- Школа № 79 — ул. Водопроводная, 13
- Школа № 80 — ул. Ильфа и Петрова, 13а (ранее с тем же № на Новосельского, 70)
- Школа № 81 — Фонтанская дор., 26
- Школа № 82 — пр. Маршала Жукова, 12а
- Школа № 84 — пр. Глушко, 1г
- Школа № 85 — пр. Свободы, 91
- Специализированная школа № 86 — ул. Ак. Вильямса, 79 (ранее с тем же № на Госпитальной, 92)
- Школа № 89 — ул. Ильфа и Петрова, 45
- Школа № 90 (Учебно-воспитательный комплекс № 90) им. А. С. Пушкина — ул. Б.Арнаутская, 2-б[13] (ранее с тем же № на Софиевской, 24; позднее : на ул. Разумовской, 24, Троицкой, 37-а) и на ул. Базарная, 90[14]
- Школа № 92 — ул. Генерала Бочарова, 67
- Специализированная школа № 94 — ул. Маразлиевская, 60
- Школа № 95 — ул. Туристическая, 29а
- Школа № 96 специализированная — ул. Гайдара, 29а
- Школа № 99 — ул. Старопортофранковская, 40/42
- Школа № 100 — ул. Варненская, 12 (ранее с тем же № 8-летняя школа на ул. Троицкой, 37)
- Школа № 101 — ул. Б.Арнаутская, 9 (ранее с тем же № на ул. Преображенской, 75)
- Школа № 103 — ул. Болгарская, 31
- Школа № 105 — ул. Пастера, 17
- Школа № 106 — пер. 1-й Дачный, 1 (1962)
- Школа № 107 — ул. Л.Толстого, 30
- Школа № 110 — ул. В. Стуса, 10 (ранее с тем же № в Сапожном пер., 6/8)
- Школа № 113 — ул. Черноморского Казачества, 7
- Специализированная школа № 117 — ул. Ришельевская, 18
- Школа № 118 — ул. Преображенская, 75
- Специализированная школа № 119 ул. Жуковского, 39
- Школа № 120 — ул. Дальницкая, 58
- Школа № 122 — ул. Старопортофранковская, 45
- Школа № 125 — ул. Круговая, 1 (ранее с тем же № на ул. Школьной, 6)
- Школа № 127 — Хаджибеевская дор., 32
- Школа № 130 — ул. Николая Аркаса, 56
- Учебно-воспитательный комплекс № 187 (ясли-школа I ступени)
- Учебно-воспитательный комплекс № 222 (ясли-школа I ступени)
- Учебно-воспитательный комплекс № 241 (ясли-школа I ступени для детей с нарушениями умственного и физического развития)
- Учебно-воспитательный комплекс № 263 (специализированная и общеобразовательная школы)
- Учебно-воспитательный комплекс № 283 (ясли-школа I ступени)
- Учебно-воспитательный комплекс № 292 (ясли-школа I ступени)
- Учебно-воспитательный комплекс № 300 — ул. Маршала Говорова, 50
- Учебно-воспитательный комплекс № 310 (ясли-школа I ступени для детей с ослабленным зрением)
- Учебно-воспитательный комплекс № 313 (ясли-школа I ступени для детей с туберкулёзом)

#### Школы, которые закрыты
- Школа № 2 — ул. Старопортофранковская, 40
- Школа № 7 — ул. Пишоновская, 20
- Школа № 42 — ул. Ростовская, 4
- Школа № 70 — ул. Канатная, 4: помещение передано начальным классам бывш. СШ № 9 / гимназии №2
- Школа № 92 — ул. Успенская, 58: с 1.09.1944 по 1978 год; помещение ныне занимает объединённая (с 68-й) школа, получившая №68.[12]
- Школа № 94 — ул. Адм. Лазарева, 59
- Школа № 95 — 1-й Лиманный пер., 1
- Школа № 98 — пл. Молодёжи, 17
- Школа № 96 — ул. Прохоровская, 59
- Школа № 108 — ул. Водопроводная, 13
- Школа № 116 — ул. Ришельевская, 33, затем на ул. Греческой (1936-1941 и 1961-1980)
- Школа № 123 — ул. Ш. Руставели, 7
- Школа № 132 — ул. Дальницкая, 16
- Школа № 133 — ул. Болгарская, 88

### Школы вечерние
- Вечерняя школа № 3
- Вечерняя школа № 19
- Вечерняя школа № 23
- Вечерняя школа № 24
- Вечерняя школа № 25

### Школы-интернаты
- № 1 школа-интернат гуманитарно-эстетического профиля
- № 2 школа-интернат
- № 3 школа-интернат
- № 4 школа-интернат для детей-сирот и детей лишенных родительской опеки[15]
- № 5 школа-интернат
- № 6 школа-интернат для с заболеваниями опорно-двигательного аппарата
- № 7 школа-интернат для детей детей-сирот и детей лишенных родительской опеки
- № 34 школа-интернат для детей с нарушениями умственного развития (санаторного типа) — ул. Львовская, 3
- № 75 школа-интернат для детей с нарушениями умственного развития (специальная) — ул. Садовая,4
- № 87 школа-интернат для детей с ослабленным зрением
- № 88 школа-интернат для детей с задержкой психического развития (специальная) — ул. Свободы, 97
- № 91 школа-интернат для детей с ослабленным слухом и глухих — ул. Репина, 1 (ранее — в Староконном переулке, 9 — в здании сегодняшней школы № 21)
- № 93 школа-интернат для слепых детей I—III ступени с дошкольными группами
- № 97 школа-интернат для детей со сниженным слухом

### Музыкальные учебные заведения
- Музыкальная школа-интернат им. П. С. Столярского
- № 1 детская музыкальная школа
- № 2 детская музыкальная школа им. А. К. Глазунова
- № 3 детская музыкальная школа — ул. Петра Лещенко, 28
- № 4 детская музыкальная школа
- № 5 детская музыкальная школа
- № 6 детская музыкальная школа
- № 7 детская музыкальная школа
- № 8 детская музыкальная школа
- № 11 детская музыкальная школа (находится в помещении школы № 100)
- № 13 детская музыкальная школа
- № 15 детская музыкальная школа
- Оперная студия Одесской государственной музыкальной академии им. А. В. Неждановой

### Школы эстетического воспитания
В настоящее время в Одессе функционирует 14 учебных заведений эстетического воспитания: 6 школ искусств, 3 художественные школы, 2 хореографические, 1 театральная, 2 киношколы, и 1 школа хорового искусства.
- Детская театральная школа — ул. Софиевская, 24 [16]
- Детская хореографическая школа
- Детская художественная школа № 1 им. Костанди
- Детская художественная школа № 2
- Детская школа искусств № 2
- Детская школа искусств № 3
- Детская школа искусств № 4
- Детская школа искусств № 5
- Коммунальное внешкольное учебное заведение «Детская школа искусств № 6 г. Одессы»
- Детская школа хорового искусства
- Киношкола им. Веры Холодной
- Киношкола «RemarkaFilm» при Одесской киностудии
- Методический центр художественного эстетического воспитания детей и молодежи
- Одесский городской центр хореографического искусства
- Пушкинский музейон (детская школа искусств)

### Спортивные школы
- Областная специализированная детско-юношеская спортивная школа Олимпийского резерва (лёгкая атлетика)
- Областная детско-юношеская спортивная школа стрельбы (водное поло, пулевая стрельба, теннис)
- Областная детско-юношеская спортивная школа по дзюдо и регби
- Областная детско-юношеская спортивная школа по парусному спорту
- Специализированная детско-юношеская спортивная школа Олимпийского резерва «Динамо» лёгкой атлетики
- Специализированная детско-юношеская спортивная школа Олимпийского резерва «Динамо» плавания
- Специализированная детско-юношеская спортивная школа Олимпийского резерва «Льдинка» по фигурному катанию на коньках
- Комплексная детско-юношеская спортивная школа «Колос» (бокс, стендовая стрельба, тяжёлая атлетика)
- Комплексная детско-юношеская спортивная школа по шахматам и шашкам
- Специализированная детско-юношеская спортивная школа Параолимпийского резерва «Инваспорт» (греко-римская борьба, лёгкая атлетика)
- Комплексная детско-юношеская спортивная школа № 1 (спортивная гимнастика, художественная гимнастика, прыжки на батуте, спортивная акробатика, спортивные танцы, ушу)
- Специализированная детско-юношеская спортивная школа Олимпийского резерва имени Литвака Б.Д. (баскетбол, волейбол)
- Комплексная детско-юношеская спортивная школа № 3 (пулевая стрельба, плавание, спортивная акробатика)
- Комплексная детско-юношеская спортивная школа № 4 (дзюдо, велоспорт-шоссе, велоспорт-маунтенбайк)
- Комплексная детско-юношеская спортивная школа № 5 (бадминтон, бокс, гандбол, художественная гимнастика)
- Комплексная детско-юношеская спортивная школа № 6 (гребля на байдарках и каноэ, регби, футбол)
- Комплексная детско-юношеская спортивная школа № 7 (бокс, тхэквондо (ВТФ), таиландский бокс Муэй Тай, годзю-рю каратэ)
- Комплексная детско-юношеская спортивная школа № 8 (бокс, волейбол, вольная борьба, дзюдо, плавание, сумо)
- Детско-юношеская спортивная школа по футболу № 9 имени Заслуженного мастера спорта И. Беланова
- Комплексная детско-юношеская спортивная школа № 10 (спортивная гимнастика)
- Детско-юношеская спортивная школа по футболу № 11
- Комплексная детско-юношеская спортивная школа № 12 (скалолазание, альпинизм)
- Комплексная детско-юношеская спортивная школа № 13 (парусный спорт, фехтование)
- Специализированная детско-юношеская спортивная школа Олимпийского резерва по вольной борьбе № 14
- Детско-юношеская спортивная школа по дзюдо № 15
- Детско-юношеская спортивная школа «Джинестра» (волейбол, пляжный волейбол)
- Комплексная детско-юношеская спортивная школа № 16 (греко-римская борьба, борьба самбо, таиландский бокс Муэй Тай, годзю-рю каратэ)
- Комплексная детско-юношеская спортивная школа № 17 (бейсбол, стрельба из лука, тхэквондо (ВТФ), настольный теннис)
- Специализированная детско-юношеская спортивная школа Олимпийского резерва «Черноморец» (художественная гимнастика, синхронное плавание)

## Среднее специальное образование

### Профессиональные училища и лицеи
- Учебно-производственный центр «Академия ювелирного искусства»
- Государственное учебное заведение «Одесский центр профессионально-технического образования Государственной службы занятости»
- Одесское высшее профессиональное училище автомобильного транспорта (бывш. ПТУ № 27)
- Одесское высшее профессиональное училище морского туристического сервиса № 26[17]
- Одесское высшее профессиональное училище сферы услуг
- Одесское высшее профессиональное училище торговли и технологии питания
- Одесский профессиональный лицей технологии и дизайна одежды ЮНПУ им. К. Д. Ушинского (бывш. ПТУ № 5) [18]
- Одесский профессиональный строительный лицей (бывш. ПТУ № 20)
- Одесское училище профессиональной подготовки работников милиции
- Училище ПТУ #3 ОНЮА морского профиля
- Одесское училище железнодорожного транспорта и строительства(ПТУ 30)

## Высшее образование

### Университеты
- Одесский национальный университет имени И. И. Мечникова
- Одесский национальный политехнический университет (бывш. Одесский политехнический институт)
- Южноукраинский национальный педагогический университет им. К. Д. Ушинского[19] (бывш. Одесский государственный педагогический институт)
- Одесский национальный экономический университет (бывш. Одесский институт народного хозяйства)
- Одесский национальный медицинский университет (бывш. Одесский медицинский институт)
- Одесский национальный морской университет (бывш. Одесский институт инженеров морского флота)
- Национальный Университет «Одесская морская академия» (бывш. Одесское Высшее Инженерное Морское Училище им. Ленинского Комсомола)
- Национальный Университет «Одесская юридическая академия»
- Одесский государственный аграрный университет (бывш. Одесский сельскохозяйственный институт)
- Одесский государственный университет внутренних дел (бывш. Одесская школа  милиции)
- Одесский государственный экологический университет (бывш. Одесский гидрометеорологический университет)
- Христианский гуманитарно-экономический открытый университет[20]
- Одесский еврейский университет[21]
- Народный астрологический университет
- Международный гуманитарный университет[22]

### Академии
- Одесская национальная музыкальная академия имени А. В. Неждановой (бывш. Одесская консерватория)[23]
- Одесская национальная академия пищевых технологий (бывш. Одесский технологический институт пищевой промышленности им. М. В. Ломоносова)
- Одесская национальная академия связи (бывш. Одесский электротехнический институт связи им. А. С. Попова)
- Военная академия (г. Одесса) (бывш. Одесский институт сухопутных войск)
- Одесская государственная академия строительства и архитектуры (бывш. Одесский инженерно-строительный институт)
- Одесская государственная академия технического регулирования и качества (бывш. Одесский техникум измерений; Одесский государственный институт измерительной техники)

### Институты и филиалы
- Институт холода, криотехнологий и экоэнергетики имени В. С. Мартыновского Одесской национальной академии пищевых технологий (бывш. Одесский технологический институт холодильной промышленности; Одесская государственная академия холода)
- Одесский институт предпринимательства и права
- Одесский институт финансов Украинского государственного университета финансов и международной торговли Министерства финансов Украины[24]
- Одесский региональный институт государственного управления Национальной академии государственного управления при Президенте Украины[25]
- Одесский факультет Киевского национального института культуры и искусств
- Одесский филиал Европейского университета[26]
- Одесский филиал Московской современно гуманитарной академии
- Межрегиональная академия управления персоналом (Одесский институт МАУП)

### Семинарии
- Одесская духовная семинария

### Колледжи
- Одесский колледж компьютерных технологий Одесского государственного экологического университета (бывш. Одесский станкостроительный техникум)
- Одесский мореходный профессиональный колледж морского и рыбопромышленного флота имени Алексея Соляника (бывш. ОМУ РП)
- Одесский колледж связи и информатизации Одесской национальной академии связи им. А. С. Попова (бывш. Одесский электротехникум связи; Одесский техникум связи и информатизации)
- Одесский автомобильно-дорожный колледж Одесского национального политехнического университета (бывш. Одесский автомобильно-дорожный техникум)
- Одесский колледж транспортных технологий (бывш. Одесский техникум железнодорожного транспорта)
- Морской колледж технического флота Одесской национальной морской академии
- Одесский технический колледж Архивная копия от 9 июля 2012 на Wayback Machine Одесской национальной академии пищевых технологий
- Одесский педагогический колледж
- Одесский финансово-экономический колледж Украинского государственного университета финансов и международной торговли
- Одесский колледж компьютерных технологий «Сервер»
- Колледж Одесской государственной академии технического регулирования и качества (бывш. Одесский техникум измерений; Одесский колледж стандартизации, метрологии и сертификации)
- Профессиональный колледж Одесского национального университета им. И. И. Мечникова
- Международный Христианский Коллегиум
- Одесский колледж экономики, права и гостинично-ресторанного бизнеса (бывш. Техникум экономики и менеджмента торговли)
- Одесский корпоративный компьютерный колледж
- Экономико правовой колледж Международного гуманитарного университета
- Юридический колледж Национального университета «Одесская юридическая академия»

### Техникумы
- Механико-технологический техникум Одесской национальной академии пищевых технологий
- Техникум газовой и нефтяной промышленности Одесской национальной академии пищевых технологий
- Техникум промышленной автоматики Одесской национальной академии пищевых технологий

### Училища[27]
- Мореходное училище им. А. И. Маринеско Одесской национальной морской академии
- Одесское областное базовое медицинское училище (укр. Одеський обласний базовий медичний фаховий коледж)
  - медучилище № 1 (корпус № 1) — ул. Итальянская, 4 (Особняк Маразли)
  - медучилище № 2 (корпус № 2) — ул. Княжеская (Маркевича), 10
  - медучилище № 3 (корпус № 3) — ул. Садовая, 1
- Одесское театрально-художественное училище
- Одесское художественное училище им М.Б. Грекова
- Одесское училище искусств и культуры им. К. Ф. Данькевича (бывш. Одесское музыкальное училище)

## Упразднённые учебные заведения
- 1-я мужская гимназия (Ришельевская гимназия)
- 2-я мужская гимназия (ул. Старопортофранковская 26), ныне здание занимает педагогический университет
- 3-я мужская гимназия (ул. Успенская 1 1874 —), в помещении сейчас университет внутренних дел
- 4-я мужская гимназия (ул. Пушкинская 9)
- 5-я мужская гимназия (ул. Пантелеймоновская 13, 1874 — 1918), на её базе открыт сельскохозяйственный институт
- Одесский немецкий педагогический институт